# Aydın Bağ
Aydın Bağ (* 5. September 1993 in Alaşehir) ist ein türkischer Fußballtorhüter.

## Karriere
Bağ spielte für die Jugendmannschaften der Vereine Alaşehir Belediyespor und Balıkesir Büyükşehir Belediyespor. Bei Letzterem begann er 2011 seine Karriere im Männerfußball. Nach zweieinhalb Spielzeiten in der Bölgesel Amatör Lig, der vierthöchsten Liga im türkischen Fußball, wechselte er innerhalb der Liga zu Manisa Büyükşehir Belediyespor. Mit diesem Verein erreichte er in seiner ersten Saison die Meisterschaft und damit den Aufstieg in die TFF 3. Lig.
Zur Saison 2016/17 wechselte er zum Viertligisten Altay İzmir. Hier erreichte er mit seinem Team den Play-off-Sieg der TFF 3. Lig und damit den Aufstieg in die TFF 2. Lig. Nachdem er in der Hinrunde der Saison 2017/18 einsatzlos geblieben war, wurde er für die Rückrunde an den Sultanbeyli Belediyespor ausgeliehen.

## Erfolge
Mit Manisa Büyükşehir Belediyespor
- Meister der Bölgesel Amatör Lig und Aufstieg in die TFF 3. Lig: 2014/15

Mit Altay İzmir
- Play-off-Sieger der TFF 3. Lig und Aufstieg in die TFF 2. Lig: 2016/17